# Tunnel de la Moutarde
Der Tunnel de la Moutarde (auch Tunnel Dolhain) ist ein Eisenbahntunnel der Strecke Liège–Aachen (Ligne 37) in Belgien. Er liegt bei der Ortschaft Dolhain zwischen den beiden belgischen Städten Welkenraedt und Verviers und hat eine Länge von 480 Metern. Der Tunnel nimmt zwei Gleise auf und beschreibt eine leichte S-Kurve. Er wurde im Rahmen einer Umgestaltungsmaßnahme neu errichtet.

## Geschichte und Bau
Ursprünglich gab es nur wenige Meter östlich vom Tunnel den Haltepunkt Dolhain-Gileppe und einen kurzen Tunnel (50 m). Nachdem das Schotterbett im Bereich des alten Tunnel Dolhain weggesackt war, war die Strecke rund um die betroffene Stelle nur noch mit 20 km/h befahrbar. Daher entschied man sich im Jahre 2007, die Streckenführung in Richtung des Berghangs zu verlegen und einen neuen Tunnel zu bauen.
Aus diesem Grund wurde der alte Haltepunkt Dolhain-Gileppe um etwa einen Kilometer nördlich verlegt und dort in der Nähe des Schotterwerks Dolhain komplett neu errichtet. Der neue Tunnel wurde in den Jahren 2008–2012 in komplett offener Bauweise errichtet und die alte Streckenführung samt altem Haltepunkt und Tunnel außer Betrieb genommen bzw. zurückgebaut.

## Bildergalerie

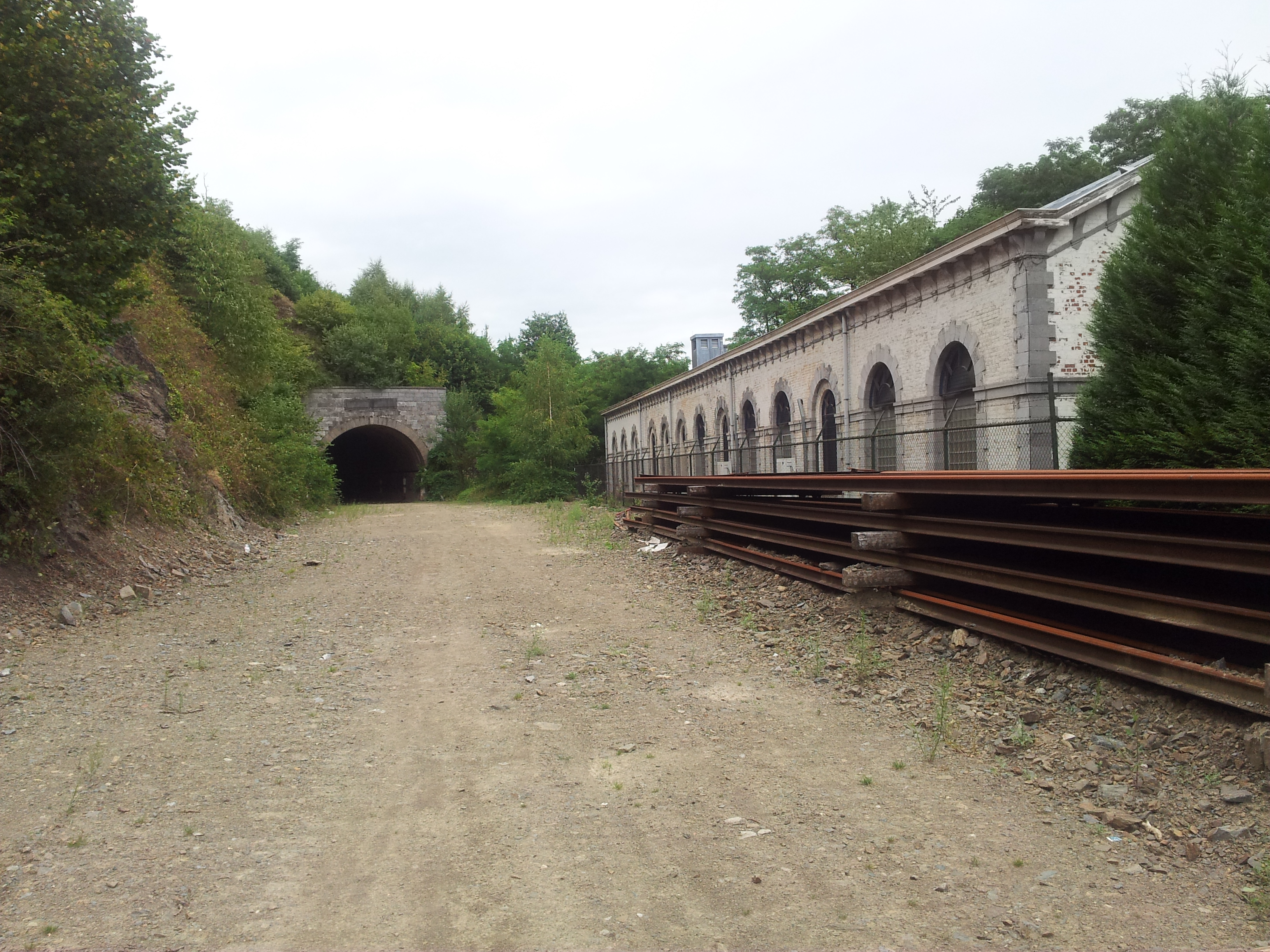
Zurückgebauter Haltepunkt Dolhain-Gileppe (2013)
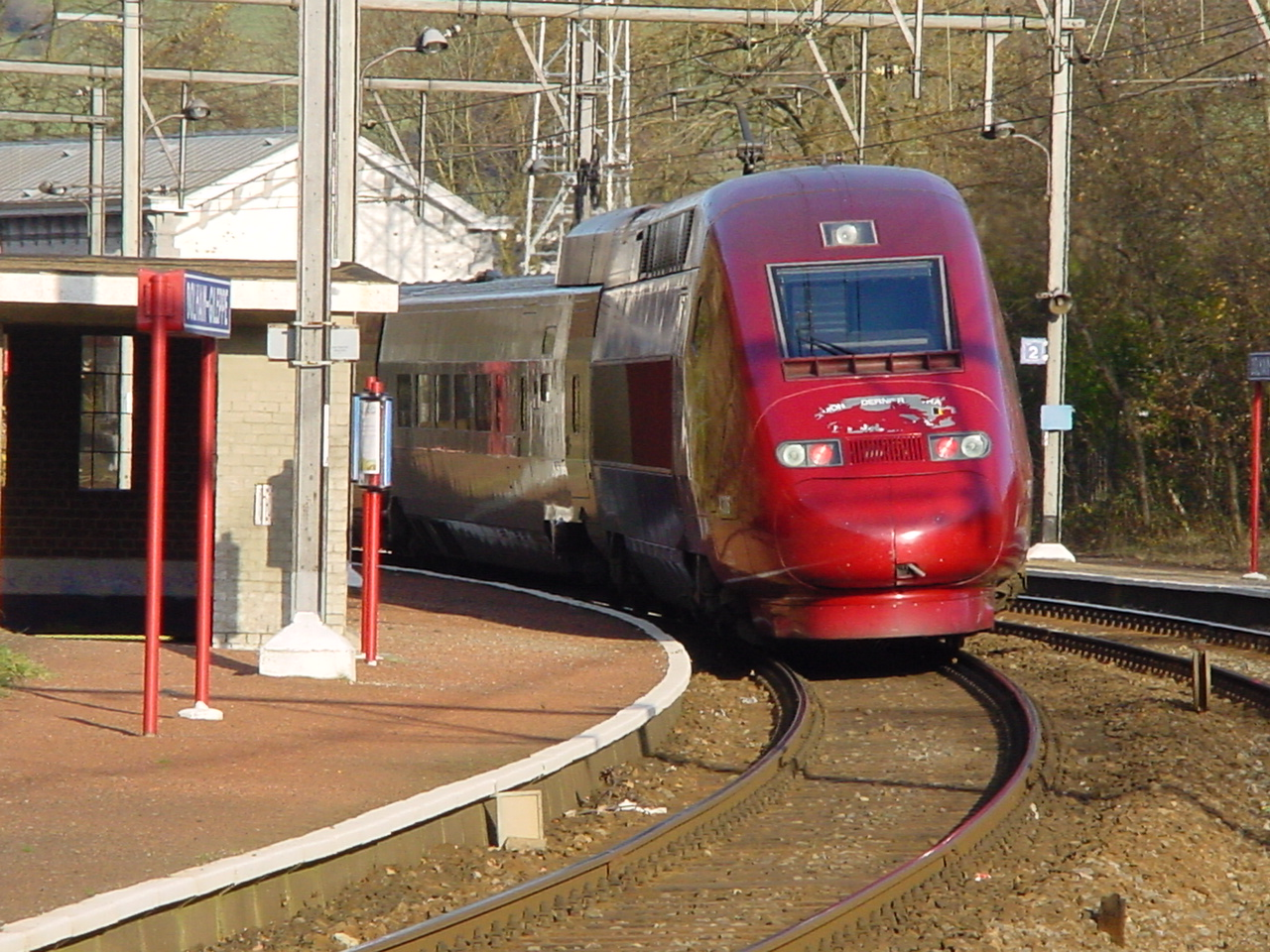
Thalys nach Köln im ehem. Haltepunkt Dolhain-Gileppe (2000)
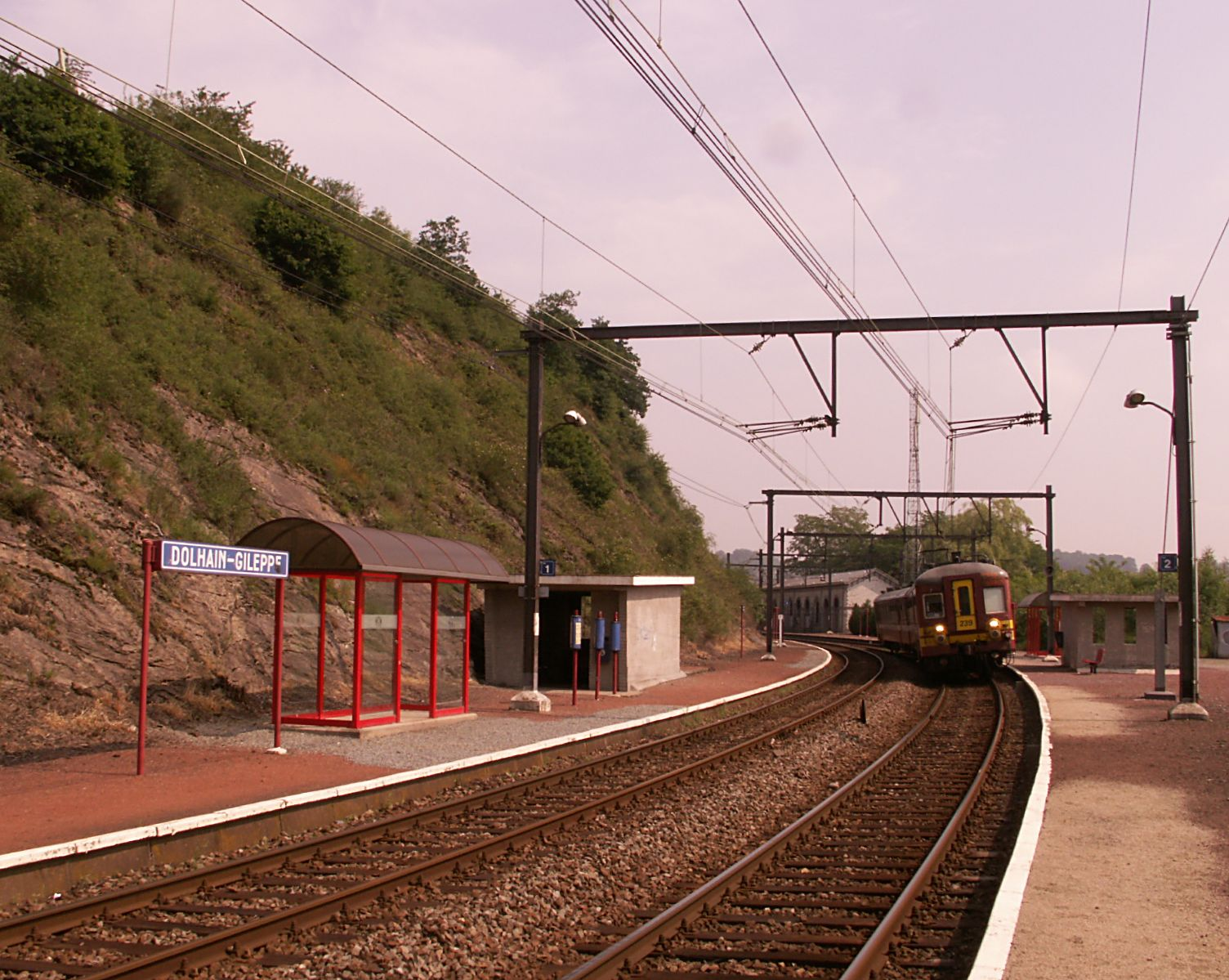
L-Zug am ehem. Haltepunkt Dolhain-Gileppe